# Karin Rasenack

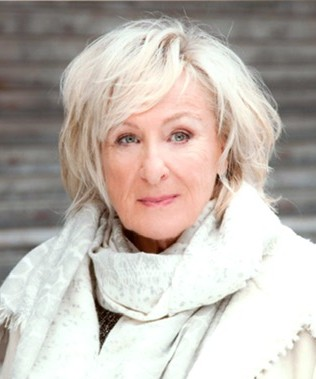
Karin Rasenack

Karin Rasenack (* 10. November 1945 in Berlin) ist eine deutsche Schauspielerin. Sie kann auf eine umfangreiche Theaterkarriere zurückblicken und ist häufig in deutschen Fernsehproduktionen zu sehen. Ihr größter Erfolg ist die Rolle der Lucie Simon in Heimat von Edgar Reitz.

## Leben
Karin Rasenack lernte das Schauspiel an der Berliner Max-Reinhardt-Schule unter Hilde Körber. Nach diversen Auftritten an Theatern ihrer Heimatstadt Berlin folgte ein erster Vertrag am Stadttheater Pforzheim, wo sie binnen zweier Spielzeiten in 13 Rollen, darunter sieben Hauptrollen, zu sehen war. Nach weiteren Fachverträgen und Gastspielen (u. a. in Lübeck, Aachen und Buenos Aires) erhielt sie ein Engagement am Staatstheater Wiesbaden, wo sie einige wichtige Rollen spielte (Célimène im Menschenfeind, Ruth in Die Heimkehr von Harold Pinter, Helena im Sommernachtstraum), anschließend wechselte sie für drei Spielzeiten an das Thalia Theater Hamburg. Parallel dazu arbeitete sie zudem für die Hamburger Kammerspiele, am Theater im Zimmer (1982 Volksbühnenpreis für Piaf), Ernst Deutsch Theater und für den NDR (Rundfunk und Synchronrollen). Es folgten Tourneen und Stückverträge, unter anderem reiste sie mit dem Tanztheater Wuppertal unter der berühmten Pina Bausch mit dem Stück Die sieben Todsünden von Kurt Weill durch Europa und Asien.
In ihrer langen Theaterkarriere spielte Karin Rasenack über 60 Bühnenrollen, unter anderem große Rollen wie Blanche in Endstation Sehnsucht, Gretchen in Goethes Urfaust und Rose von Lima in Richards Korkbein von Brendan Behan.
Karin Rasenack begann ihre Fernsehkarriere 1967 mit einem Auftritt im Fernsehspiel des WDR Die Mohrin in einer Nebenrolle als Heidi. In der Komödie Mutschmanns Reise (1981) hatte sie dann die tragende Rolle der Anna. In der vielbeachteten Serie Heimat von Edgar Reitz spielte sie durchgängig ab der zweiten Folge die einstige Bordellbesitzerin Lucie Hardtke und spätere Ehefrau Eduard Simons. Weitere Auftritte hatte in einer Reihe mehrjähriger Serien, zudem war sie in vielen deutschen Krimiserien, meist in Episodenhauptrollen, zu sehen. Insgesamt spielte Rasenack in über 70 Film- und Fernsehproduktionen.

## Filmografie (Auswahl)
| Fernsehproduktionen - 1967: Die Mohrin - 1971: König Johann - 1972: Hamburg Transit (Fernsehserie) – Mord auf Spesenkonto - 1974: Hamburg Transit – Ein dankbares Opfer - 1975: Lehmanns Erzählungen - 1976: Feinde - 1981: Mutschmanns Reise - 1981–1982: St. Pauli-Landungsbrücken (Fernsehserie, zwei Folgen) - 1984: Heimat – Eine deutsche Chronik - 1985: Ein Fall für TKKG – Der blinde Hellseher - 1986: Helden - 1987: Das Wahlergebnis - 1988–1992: Büro, Büro ab der zweiten Staffel - 1988: Der Fahnder – Hendriks Alleingang - 1989: Ein Fall für zwei – Blut - 1989–1993: Zwei Münchner in Hamburg - 1990: Man bleibt sich treu (Le train bleu) (Serienfolge) - 1992: Großstadtrevier – Vereinskameraden - 1993: Ein Fall für zwei – Tod im Fahrstuhl - 1993: Liebe ist Privatsache - 1994: Diese Drombuschs – Der Aufbruch - 1994: Drei zum Verlieben - 1994–1997: Anna Maria – Eine Frau geht ihren Weg - 1994: Die Fallers – eine Schwarzwaldfamilie (Serienfolge) - 1995: Evelyn Hamanns Geschichten aus dem Leben – Rendezvous mit Rudolf - 1995: Nächste Woche ist Frieden - 1995: Zwischen Tag und Nacht - 1995: Inseln unter dem Wind (Serienfolge) - 1996: Mit einem Bein im Grab | ; - 1996: Rosamunde Pilcher – Lichterspiele - 1997: Die Gang – Vier Männer und ein Kind - 1997: Ein Mann steht seine Frau (Serie, Hauptrolle) - 1997: Die Camper – Serienfolge Der Heiratsantrag - 1997: A.S. – Umarmung mit dem Tod - 1997: Kebap und Sauerkraut - 1997: Solo für Sudmann – Beim Barte des Propheten - 1997: Mit einem Bein im Grab - 1998: Der kleine Dachschaden - 1998: Sylvia – Eine Klasse für sich - 1998: Dr. Monika Lindt (drei Folgen) - 1998: Frau zu sein bedarf es wenig - 1998: Und alles wegen Mama - 1999: Heimatgeschichten – Serienfolge Heimweh - 2000: Ein Fall für zwei – Ertrunkene Träume - 2000: Der Hahn ist tot - 2000: Zwei Asse und ein König - 2000: Zwei vom Blitz getroffen - 2001: Ein Fall für zwei – Der verlorene Vater - 2001: Welcher Mann sagt schon die Wahrheit - 2001: Die Kommissarin – Tödliches Verlangen (Serienfolge) - 2003: Pfarrer Braun (Fernsehserie, Der siebte Tempel und Das Skelett in den Dünen) - 2003: Zwei Profis – … und der tote Richter (Serienfolge) - 2004: Evelyn Hamanns Geschichten aus dem Leben – Serienfolge Faxen - 2007: Partnertausch (Film) - 2013: Soko Stuttgart – Serienfolge Die Cremeprinzessin - 2013: Soko München – Serienfolge Der Golfsack | Kino - 1974: Identikit - 1987: Die Kolonie - 1988: Linie 1 - 1989: Dick Francis: In the Frame - 1992: Wir Enkelkinder - 1994: Der König von Dulsberg - 1994: Charlie & Louise – Das doppelte Lottchen - 1995: Stadtgespräch - 1999: Bang Boom Bang – Ein todsicheres Ding - 2004: Liebe auf den ersten Blitz - 2005: Polterabend (Kurzfilm) |